# Così fan tutte (film)
Così fan tutte – włoska komedia erotyczna z 1992 roku w reżyserii Tinto Brassa, luźno oparta na operze Mozarta o tym samym tytule.

## Fabuła
Opowiada historię Diany, szczęśliwej żony Paola, która ze względu na zamiłowanie do seksu staje się cudzołożnicą, regularnie wchodząc w krótkotrwałe przygody erotyczne. O swoich wyczynach opowiada mężowi, który początkowo bierze je za fantazje, ale gdy okazują się prawdą staje się zazdrosny, a ich związek zaczyna się rozpadać.

## Obsada
- Claudia Koll jako Diana
- Paolo Lanza jako Paolo
- Ornella Marcucci jako Nadia
- Isabella Deiana jako Antonietta
- Renzo Rinaldi jako Silvio[1]